# Dreiband-Weltmeisterschaft 1998

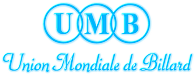
Logo UMB (ausrichtender Verband)

Veranstaltungsort: Rezé

Die Dreiband-Weltmeisterschaft 1998 fand vom 15. bis 18. Oktober in Rezé (Frankreich) statt. Es war die vierte Dreiband-WM in Frankreich.

## Geschichte
Mit Daniel Sánchez wurde zum vierten Mal nach 1931 (Enrique Miró), 1934 (Claudio Puigvert) und 1986 (Avelino Rico) ein Spanier Dreiband Weltmeister. Ab 1998 waren auch wieder alle Spieler der BWA spielberechtigt. Dick Jaspers stellte mit einem GD von 3,333 einen neuen Weltrekord über zwei Gewinnsätze auf. Das kuriose an der Partie war das Jaspers das Match mit 30:0 in 9 Aufnahmen gegen den Ägypter Maged Elias gewann. Auch sehr kurios die Tatsache, dass der Spanier Juan Villora mit dem besten Gruppen GD Tabellenletzter wurde. Der Finaltag in Rezé war mit 1.500 Zuschauern restlos ausverkauft. Insgesamt kamen über 4.000 Besucher zu dieser Weltmeisterschaft. Der Panamse Florence Bello war nicht zum Turnier erschienen. Dadurch hat Luis Aveiga auch keinen BED.

## Modus
Gespielt wurde das Turnier mit 32 Teilnehmern. In den Gruppenspielen und im Spiel um Platz drei wurde auf zwei Gewinnsätze à 15 Points gespielt. Ab dem Achtelfinale ging es um drei Gewinnsätze pro Spiel.

## Gruppenphase
| MP    | Match Punkte (Sieger = 2; Unentschieden = 1; Verlierer = 0) |
| SV    | Satzverhältnis (nur bei Turnieren im Satzsystem)            |
| Pkte. | Erzielte Karambolagen                                       |
| Aufn. | benötigte Aufnahmen                                         |
| GD    | Generaldurchschnitt                                         |
| MGD   | Mannschafts-Generaldurchschnitt                             |
| BED   | Bester Einzeldurchschnitt eines Spielers                    |
| BEMD  | Bester Einzeldurchschnitt einer Mannschaft                  |
| BSD   | Bester Satzdurchschnitt eines Spielers                      |
| HS    | Höchstserie                                                 |
| WRP   | Weltranglistenpunkte                                        |

| Abschlusstabelle Gruppe A | Abschlusstabelle Gruppe A | Abschlusstabelle Gruppe A | Abschlusstabelle Gruppe A | Abschlusstabelle Gruppe A | Abschlusstabelle Gruppe A | Abschlusstabelle Gruppe A | Abschlusstabelle Gruppe A | Abschlusstabelle Gruppe A |
| Platz                     | Name                      | MP                        | SV                        | Pkt.                      | Aufn.                     | GD                        | BED                       | HS                        |
| ------------------------- | ------------------------- | ------------------------- | ------------------------- | ------------------------- | ------------------------- | ------------------------- | ------------------------- | ------------------------- |
| 1                         | Torbjörn Blomdahl         | 6:0                       | 6:1                       | 100                       | 65                        | 1,538                     | 1,904                     | 11                        |
| 2                         | Raymond Ceulemans         | 4:2                       | 5:4                       | 90                        | 64                        | 1,406                     | 2,125                     | 11                        |
| 3                         | Jorge Theriaga            | 2:4                       | 3:4                       | 72                        | 65                        | 1,107                     | 1,071                     | 8                         |
| 4                         | Jean-Christophe Roux      | 0:6                       | 1:6                       | 83                        | 76                        | 1,092                     | –                         | 5                         |

| Abschlusstabelle Gruppe B | Abschlusstabelle Gruppe B | Abschlusstabelle Gruppe B | Abschlusstabelle Gruppe B | Abschlusstabelle Gruppe B | Abschlusstabelle Gruppe B | Abschlusstabelle Gruppe B | Abschlusstabelle Gruppe B | Abschlusstabelle Gruppe B |
| Platz                     | Name                      | MP                        | SV                        | Pkt.                      | Aufn.                     | GD                        | BED                       | HS                        |
| ------------------------- | ------------------------- | ------------------------- | ------------------------- | ------------------------- | ------------------------- | ------------------------- | ------------------------- | ------------------------- |
| 1                         | Dick Jaspers              | 6:0                       | 6:1                       | 90                        | 41                        | 2,195                     | 3,333                     | 10                        |
| 2                         | Daniel Sánchez            | 4:2                       | 5:3                       | 97                        | 77                        | 1,259                     | 1,250                     | 9                         |
| 3                         | Francis Forton            | 2:4                       | 3:4                       | 85                        | 72                        | 1,180                     | 1,071                     | 8                         |
| 4                         | Maged Elias               | 0:6                       | 0:6                       | 38                        | 62                        | 0,612                     | –                         | 6                         |

| Abschlusstabelle Gruppe C | Abschlusstabelle Gruppe C | Abschlusstabelle Gruppe C | Abschlusstabelle Gruppe C | Abschlusstabelle Gruppe C | Abschlusstabelle Gruppe C | Abschlusstabelle Gruppe C | Abschlusstabelle Gruppe C | Abschlusstabelle Gruppe C |
| Platz                     | Name                      | MP                        | SV                        | Pkt.                      | Aufn.                     | GD                        | BED                       | HS                        |
| ------------------------- | ------------------------- | ------------------------- | ------------------------- | ------------------------- | ------------------------- | ------------------------- | ------------------------- | ------------------------- |
| 1                         | Henk Habraken             | 4:2                       | 4:2                       | 85                        | 79                        | 1,075                     | 1,200                     | 7                         |
| 2                         | Frédéric Caudron          | 4:s                       | 4:4                       | 107                       | 87                        | 1,229                     | 1,750                     | 7                         |
| 3                         | Juan Villora              | 2:4                       | 4:4                       | 95                        | 87                        | 1,091                     | 1,034                     | 13                        |
| 4                         | Semih Saygıner            | 2:4                       | 3:5                       | 89                        | 69                        | 1,289                     | 1,363                     | 7                         |

| Abschlusstabelle Gruppe D | Abschlusstabelle Gruppe D | Abschlusstabelle Gruppe D | Abschlusstabelle Gruppe D | Abschlusstabelle Gruppe D | Abschlusstabelle Gruppe D | Abschlusstabelle Gruppe D | Abschlusstabelle Gruppe D | Abschlusstabelle Gruppe D |
| Platz                     | Name                      | MP                        | SV                        | Pkt.                      | Aufn.                     | GD                        | BED                       | HS                        |
| ------------------------- | ------------------------- | ------------------------- | ------------------------- | ------------------------- | ------------------------- | ------------------------- | ------------------------- | ------------------------- |
| 1                         | Dion Nelin                | 4:2                       | 4:2                       | 80                        | 57                        | 1,403                     | 1,428                     | 6                         |
| 2                         | Gerwin Valentijn          | 4:2                       | 4:3                       | 97                        | 74                        | 1,310                     | 1,760                     | 7                         |
| 3                         | Peter de Backer           | 2:4                       | 3:4                       | 89                        | 73                        | 1,219                     | 1,034                     | 5                         |
| 4                         | Kim Chul-min              | 2:4                       | 2:4                       | 68                        | 64                        | 1,062                     | 2,500                     | 13                        |

| Abschlusstabelle Gruppe E | Abschlusstabelle Gruppe E | Abschlusstabelle Gruppe E | Abschlusstabelle Gruppe E | Abschlusstabelle Gruppe E | Abschlusstabelle Gruppe E | Abschlusstabelle Gruppe E | Abschlusstabelle Gruppe E | Abschlusstabelle Gruppe E |
| Platz                     | Name                      | MP                        | SV                        | Pkt.                      | Aufn.                     | GD                        | BED                       | HS                        |
| ------------------------- | ------------------------- | ------------------------- | ------------------------- | ------------------------- | ------------------------- | ------------------------- | ------------------------- | ------------------------- |
| 1                         | Sang Chun Lee             | 4:2                       | 5:3                       | 97                        | 68                        | 1,426                     | 1,666                     | 8                         |
| 2                         | Marco Zanetti             | 4:2                       | 4:4                       | 99                        | 64                        | 1,546                     | 1,954                     | 9                         |
| 3                         | Nobuaki Kobayashi         | 2:4                       | 4:5                       | 101                       | 78                        | 1,294                     | 1,290                     | 7                         |
| 4                         | Christ van der Smissen    | 2:4                       | 3:4                       | 83                        | 71                        | 1,169                     | 1,250                     | 6                         |

| Abschlusstabelle Gruppe F | Abschlusstabelle Gruppe F | Abschlusstabelle Gruppe F | Abschlusstabelle Gruppe F | Abschlusstabelle Gruppe F | Abschlusstabelle Gruppe F | Abschlusstabelle Gruppe F | Abschlusstabelle Gruppe F | Abschlusstabelle Gruppe F |
| Platz                     | Name                      | MP                        | SV                        | Pkt.                      | Aufn.                     | GD                        | BED                       | HS                        |
| ------------------------- | ------------------------- | ------------------------- | ------------------------- | ------------------------- | ------------------------- | ------------------------- | ------------------------- | ------------------------- |
| 1                         | Raimond Burgman           | 4:2                       | 5:2                       | 97                        | 68                        | 1,426                     | 2,727                     | 15                        |
| 2                         | Tatsuo Arai               | 4:2                       | 4:3                       | 98                        | 64                        | 1,531                     | 2,150                     | 6                         |
| 3                         | Martin Horn               | 4:2                       | 5:4                       | 103                       | 80                        | 1,287                     | 1,583                     | 7                         |
| 4                         | Ludo Dielis               | 0:6                       | 1:6                       | 72                        | 58                        | 1,241                     | –                         | 6                         |

| Abschlusstabelle Gruppe G | Abschlusstabelle Gruppe G | Abschlusstabelle Gruppe G | Abschlusstabelle Gruppe G | Abschlusstabelle Gruppe G | Abschlusstabelle Gruppe G | Abschlusstabelle Gruppe G | Abschlusstabelle Gruppe G | Abschlusstabelle Gruppe G |
| Platz                     | Name                      | MP                        | SV                        | Pkt.                      | Aufn.                     | GD                        | BED                       | HS                        |
| ------------------------- | ------------------------- | ------------------------- | ------------------------- | ------------------------- | ------------------------- | ------------------------- | ------------------------- | ------------------------- |
| 1                         | Eddy Leppens              | 6:0                       | 6:3                       | 123                       | 113                       | 1,088                     | 1,294                     | 6                         |
| 2                         | Christian Rudolph         | 4:2                       | 5:2                       | 97                        | 90                        | 1,077                     | 1,304                     | 5                         |
| 3                         | Luis Corbalan             | 2:4                       | 3:5                       | 94                        | 113                       | 0,831                     | 0,711                     | 5                         |
| 4                         | Jorge Rubio               | 0:6                       | 2:6                       | 91                        | 123                       | 0,739                     | –                         | 5                         |

| Abschlusstabelle Gruppe H | Abschlusstabelle Gruppe H | Abschlusstabelle Gruppe H | Abschlusstabelle Gruppe H | Abschlusstabelle Gruppe H | Abschlusstabelle Gruppe H | Abschlusstabelle Gruppe H | Abschlusstabelle Gruppe H | Abschlusstabelle Gruppe H |
| Platz                     | Name                      | MP                        | SV                        | Pkt.                      | Aufn.                     | GD                        | BED                       | HS                        |
| ------------------------- | ------------------------- | ------------------------- | ------------------------- | ------------------------- | ------------------------- | ------------------------- | ------------------------- | ------------------------- |
| 1                         | Richard Bitalis           | 6:0                       | 4:2                       | 86                        | 56                        | 1,535                     | 1,653                     | 6                         |
| 2                         | Mats Noren                | 4:2                       | 3:2                       | 58                        | 46                        | 1,260                     | 1,500                     | 6                         |
| 3                         | Luis Aveiga               | 2:4                       | 1:4                       | 50                        | 49                        | 1,020                     | –                         | 7                         |
| 4                         | Florence Bello            | 0:6                       | –                         | –                         | –                         | –                         | –                         | –                         |

## Finalrunde
Im Folgenden ist der Turnierbaum der Finalrunde aufgelistet.
|  | Achtelfinale Best of 5 | Achtelfinale Best of 5 |                  |              | Viertelfinale Best of 5 | Viertelfinale Best of 5 |  |  | Halbfinale Best of 5 | Halbfinale Best of 5 |  |  | Finale Best of 5 | Finale Best of 5 |
|  |                        |                        |                  |              |                         |                         |  |  |                      |                      |  |  |                  |                  |
|  |                        |                        |                  |              |                         |                         |  |  |                      |                      |  |  |                  |                  |
|  | Daniel Sánchez         | 3/1,920                |                  |              |                         |                         |  |  |                      |                      |  |  |                  |                  |
|  | Daniel Sánchez         | 3/1,920                |                  |              |                         |                         |  |  |                      |                      |  |  |                  |                  |
|  | Sang Chun Lee          | 1/1,500                |                  |              |                         |                         |  |  |                      |                      |  |  |                  |                  |
|  | Sang Chun Lee          | 1/1,500                | Daniel Sánchez   | 3/2,590      |                         |                         |  |  |                      |                      |  |  |                  |                  |
|  |                        |                        | Daniel Sánchez   | 3/2,590      |                         |                         |  |  |                      |                      |  |  |                  |                  |
|  |                        | Tatsuo Arai            | 1/1,042          |              |                         |                         |  |  |                      |                      |  |  |                  |                  |
|  | Tatsuo Arai            | Tatsuo Arai            | 1/1,042          | 3/1,400      |                         |                         |  |  |                      |                      |  |  |                  |                  |
|  | Tatsuo Arai            |                        |                  | 3/1,400      |                         |                         |  |  |                      |                      |  |  |                  |                  |
|  | Raimond Burgman        | 1/1,000                |                  |              |                         |                         |  |  |                      |                      |  |  |                  |                  |
|  | Raimond Burgman        | 1/1,000                | Daniel Sánchez   | 3/1,170      |                         |                         |  |  |                      |                      |  |  |                  |                  |
|  |                        |                        | Daniel Sánchez   | 3/1,170      |                         |                         |  |  |                      |                      |  |  |                  |                  |
|  |                        | Christian Rudolph      | 1/0,913          |              |                         |                         |  |  |                      |                      |  |  |                  |                  |
|  | Gerwin Valentijn       | Christian Rudolph      | 1/0,913          | 3/1,173      |                         |                         |  |  |                      |                      |  |  |                  |                  |
|  | Gerwin Valentijn       |                        |                  | 3/1,173      |                         |                         |  |  |                      |                      |  |  |                  |                  |
|  | Richard Bitalis        | 2/1,000                |                  |              |                         |                         |  |  |                      |                      |  |  |                  |                  |
|  | Richard Bitalis        | 2/1,000                | Gerwin Valentijn | 1/0,906      |                         |                         |  |  |                      |                      |  |  |                  |                  |
|  |                        |                        | Gerwin Valentijn | 1/0,906      |                         |                         |  |  |                      |                      |  |  |                  |                  |
|  |                        | Christian Rudolph      | 3/1,272          |              |                         |                         |  |  |                      |                      |  |  |                  |                  |
|  | Christian Rudolph      | Christian Rudolph      | 3/1,272          | 3/1,500      |                         |                         |  |  |                      |                      |  |  |                  |                  |
|  | Christian Rudolph      |                        |                  | 3/1,500      |                         |                         |  |  |                      |                      |  |  |                  |                  |
|  | Dion Nelin             | 0/1,107                |                  |              |                         |                         |  |  |                      |                      |  |  |                  |                  |
|  | Dion Nelin             | 0/1,107                | Daniel Sánchez   | 3/2,250      |                         |                         |  |  |                      |                      |  |  |                  |                  |
|  |                        |                        | Daniel Sánchez   | 3/2,250      |                         |                         |  |  |                      |                      |  |  |                  |                  |
|  |                        | Torbjörn Blomdahl      | 1/1,521          |              |                         |                         |  |  |                      |                      |  |  |                  |                  |
|  | Mats Noren             | Torbjörn Blomdahl      | 1/1,521          | 0/1,030      |                         |                         |  |  |                      |                      |  |  |                  |                  |
|  | Mats Noren             |                        |                  | 0/1,030      |                         |                         |  |  |                      |                      |  |  |                  |                  |
|  | Henk Habraken          | 3/1,323                |                  |              |                         |                         |  |  |                      |                      |  |  |                  |                  |
|  | Henk Habraken          | 3/1,323                | Henk Habraken    | 0/0,964      |                         |                         |  |  |                      |                      |  |  |                  |                  |
|  |                        |                        | Henk Habraken    | 0/0,964      |                         |                         |  |  |                      |                      |  |  |                  |                  |
|  |                        | Eddy Leppens           | 3/1,500          |              |                         |                         |  |  |                      |                      |  |  |                  |                  |
|  | Raymond Ceulemans      | Eddy Leppens           | 3/1,500          | 2/1,097      |                         |                         |  |  |                      |                      |  |  |                  |                  |
|  | Raymond Ceulemans      |                        |                  | 2/1,097      |                         |                         |  |  |                      |                      |  |  |                  |                  |
|  | Eddy Leppens           | 3/1,341                |                  |              |                         |                         |  |  |                      |                      |  |  |                  |                  |
|  | Eddy Leppens           | 3/1,341                | Eddy Leppens     | 0/0,952      |                         |                         |  |  |                      |                      |  |  |                  |                  |
|  |                        |                        | Eddy Leppens     | 0/0,952      |                         |                         |  |  |                      |                      |  |  |                  |                  |
|  |                        | Torbjörn Blomdahl      | 3/2,045          |              |                         |                         |  |  |                      |                      |  |  |                  |                  |
|  | Dick Jaspers           | Torbjörn Blomdahl      | 3/2,045          | 3/1,675      |                         |                         |  |  |                      |                      |  |  |                  |                  |
|  | Dick Jaspers           |                        |                  | 3/1,675      | Best of 3               |                         |  |  |                      |                      |  |  |                  |                  |
|  | Frédéric Caudron       | 2/1,550                |                  |              |                         |                         |  |  |                      |                      |  |  |                  |                  |
|  | Frédéric Caudron       | 2/1,550                | Dick Jaspers     | 0/1,611      |                         |                         |  |  |                      |                      |  |  |                  |                  |
|  |                        |                        | Dick Jaspers     | 0/1,611      | Spiel um Platz 3        |                         |  |  |                      |                      |  |  |                  |                  |
|  |                        | Torbjörn Blomdahl      | 3/2,368          |              |                         |                         |  |  |                      |                      |  |  |                  |                  |
|  | Marco Zanetti          | Torbjörn Blomdahl      | 3/2,368          | 1/1,321      | Christian Rudolph       | 2/1,250                 |  |  |                      |                      |  |  |                  |                  |
|  | Marco Zanetti          |                        |                  | 1/1,321      | Christian Rudolph       | 2/1,250                 |  |  |                      |                      |  |  |                  |                  |
|  | Torbjörn Blomdahl      | 3/2,034                |                  | Eddy Leppens | 1/1,407                 |                         |  |  |                      |                      |  |  |                  |                  |

## Abschlusstabelle
| Endklassement              | Endklassement | Endklassement          | Endklassement | Endklassement | Endklassement | Endklassement | Endklassement | Endklassement | Endklassement | Endklassement |
| Phase                      | Platz         | Name                   | MP            | SV            | Pkte          | Aufn.         | GD            | BED           | HS            |               |
| -------------------------- | ------------- | ---------------------- | ------------- | ------------- | ------------- | ------------- | ------------- | ------------- | ------------- | ------------- |
| Finale                     | 1             | Daniel Sánchez         | 12:2          | 17:7          | 311           | 195           | 1,594         | 2,590         | 15            |               |
| Finale                     | 2             | Torbjörn Blomdahl      | 12:2          | 16:5          | 284           | 158           | 1,797         | 2,368         | 11            |               |
| Halb- finale               | 3             | Christian Rudolph      | 10:4          | 14:7          | 275           | 238           | 1,155         | 1,500         | 10            |               |
| Halb- finale               | 4             | Eddy Leppens           | 10:4          | 13:10         | 281           | 232           | 1,211         | 1,500         | 8             |               |
| Viertel- finale            | 5             | Dick Jaspers           | 8:2           | 9:6           | 186           | 99            | 1,878         | 3,333         | 5             |               |
| Viertel- finale            | 6             | Henk Habraken          | 6:4           | 7:5           | 157           | 141           | 1,113         | 1,323         | 7             |               |
| Viertel- finale            | 7             | Tatsuo Arai            | 6:4           | 8:7           | 176           | 125           | 1,408         | 2,150         | 7             |               |
| Viertel- finale            | 8             | Gerwin Valentijn       | 6:4           | 8:8           | 197           | 168           | 1,172         | 1,760         | 8             |               |
| Achtel- finale             | 9             | Richard Bitalis        | 6:2           | 8:5           | 137           | 107           | 1,280         | 1,653         | 6             |               |
| Achtel- finale             | 10            | Raimond Burgman        | 4:4           | 6:5           | 136           | 107           | 1,271         | 2,727         | 15            |               |
| Achtel- finale             | 11            | Raymond Ceulemans      | 4:4           | 7:7           | 135           | 105           | 1,285         | 2,125         | 11            |               |
| Achtel- finale             | 12            | Sang Chun Lee          | 4:4           | 6:6           | 133           | 92            | 1,445         | 1,666         | 8             |               |
| Achtel- finale             | 13            | Mats Noren             | 4:4           | 5:5           | 92            | 79            | 1,164         | 1,500         | 6             |               |
| Achtel- finale             | 14            | Frédéric Caudron       | 4:4           | 6:7           | 169           | 127           | 1,330         | 1,750         | 10            |               |
| Achtel- finale             | 15            | Dion Nelin             | 4:4           | 4:5           | 111           | 85            | 1,305         | 1,428         | 6             |               |
| Achtel- finale             | 16            | Marco Zanetti          | 4:4           | 5:7           | 136           | 92            | 1,478         | 1,954         | 9             |               |
| Gruppen- phase             | 17            | Martin Horn            | 4:2           | 5:4           | 103           | 80            | 1,287         | 1,583         | 7             |               |
| Gruppen- phase             | 18            | Juan Villora           | 2:4           | 4:4           | 89            | 69            | 1,091         | 1,034         | 13            |               |
| Gruppen- phase             | 19            | Nobuaki Kobayashi      | 2:4           | 4:5           | 101           | 78            | 1,294         | 1,290         | 7             |               |
| Gruppen- phase             | 20            | Peter de Backer        | 2:4           | 3:4           | 89            | 73            | 1,219         | 1,034         | 5             |               |
| Gruppen- phase             | 21            | Francis Forton         | 2:4           | 3:4           | 85            | 72            | 1,180         | 1,071         | 8             |               |
| Gruppen- phase             | 22            | Jorge Theriaga         | 2:4           | 3:4           | 72            | 65            | 1,107         | 1,071         | 8             |               |
| Gruppen- phase             | 23            | Luis Aveiga            | 2:4           | 3:4           | 50            | 49            | 1,020         | –             | 7             |               |
| Gruppen- phase             | 24            | Luis Corbalan          | 2:4           | 3:5           | 94            | 113           | 0,831         | 0,711         | 5             |               |
| Gruppen- phase             | 25            | Semih Saygıner         | 2:4           | 3:5           | 95            | 87            | 1,289         | 1,363         | 7             |               |
| Gruppen- phase             | 26            | Christ van der Smissen | 2:4           | 3:4           | 83            | 71            | 1,169         | 1,250         | 6             |               |
| Gruppen- phase             | 27            | Kim Chul-min           | 2:4           | 2:4           | 68            | 64            | 1,062         | 2,500         | 13            |               |
| Gruppen- phase             | 28            | Jorge Rubio            | 0:6           | 2:6           | 91            | 123           | 0,739         | –             | 5             |               |
| Gruppen- phase             | 29            | Ludo Dielis            | 0:6           | 1:6           | 72            | 58            | 1,241         | –             | 6             |               |
| Gruppen- phase             | 30            | Jean-Christophe Roux   | 0:6           | 1:6           | 83            | 76            | 1,092         | –             | 5             |               |
| Gruppen- phase             | 31            | Maged Elias            | 0:6           | 0:6           | 38            | 62            | 0,612         | –             | 6             |               |
| Gruppen- phase             | 32            | Florence Bello         | 0:6           | 0:6           | –             | –             | –             | –             | –             |               |
| Turnierdurchschnitt: 1,254 |               |                        |               |               |               |               |               |               |               |               |